# Ozola biangulifera
Ozola biangulifera är en fjärilsart som beskrevs av Moore 1888. Ozola biangulifera ingår i släktet Ozola och familjen mätare. Inga underarter finns listade i Catalogue of Life.